# Süssener und Lanzinger Moos
Das Naturschutzgebiet Süssener und Lanzinger Moos liegt auf dem Gebiet der Gemeinde Marquartstein im oberbayerischen Landkreis Traunstein.
Das Gebiet erstreckt sich nordöstlich von Süssen und östlich von Lanzing – beide Gemeindeteile von Marquartstein. Am nordwestlichen Rand des Gebietes verläuft die TS 55, südlich die B 307 und östlich die B 305. Östlich und südlich fließt die Tiroler Achen, südwestlich erstreckt sich das 45,0 ha große Naturschutzgebiet Mettenhamer Filz.

## Bedeutung
Das 36,45 ha große Gebiet mit der Kennung NSG-00070.01 steht seit dem Jahr 1955 unter Naturschutz.